# Richard Kohn
Richard Kohn, également connu en tant que Richard Dombi, Little Dombi ou Jack Domby au cours de sa carrière, né le 27 septembre 1888 à Vienne et mort le 16 juin 1963, est un joueur de football international et entraîneur autrichien.

## Biographie

### Joueur
Richard Kohn fait ses débuts dans les années 1900 dans les clubs de sa ville natale de Vienne : Wiener AC et Wiener AF and Wiener Amateur SV, puis le MTK de Budapest, où il acquiert le surnom Dombi en français : « colline », qui le suivra dans la suite de sa carrière. 
Reconnu pour sa bonne technique de jeu, il est sélectionné à six reprises en équipe nationale entre 1908 et 1912, et marque deux buts. Il est sélectionné pour les Jeux olympiques de 1912 mais ne joue pas.

### Entraîneur
Dans les années 1920, Richard Dombi Kohn exerce le métier d'entraîneur dans plusieurs clubs européens : le Građanski Zagreb, le Sportfreunde Stuttgart et le Hertha BSC Berlin en 1924-1925. Il retourne alors à Vienne, au First Vienna FC 1894, avant d'être recruté par le FC Barcelone par le président Arcadi Balaguer en février 1926. Il quitte son poste en décembre de la même année, après avoir remporté le championnat de Catalogne.
Il rejoint alors le KS Warszawianka (en), en Pologne, puis retourne en Allemagne, au TSV 1860 Munich pendant deux ans, au VfR Mannheim et enfin au Bayern Munich, où il retrouve le jeune attaquant Oskar Rohr. Menée par l'ancien international allemand Conrad Heidkamp (en), défenseur et capitaine, l'équipe du Bayern remporte le championnat d'Allemagne en 1932, après une victoire en finale sur l'Eintracht Francfort.
Après l'arrivée au pouvoir des Nazis, Richard Dombi, juif, quitte l'Allemagne pour le Grasshopper Club de Zurich, avant de faire son retour au FC Barcelone lors de la saison 1933-1934, qui voit son équipe terminer à une piètre neuvième place. Il retourne alors en Suisse, où il dirige quelque temps le FC Bâle. 
En 1935, Richard Dombi est recruté par le Feyenoord Rotterdam, aux Pays-Bas. Il remporte pour sa première saison le championnat, le premier titre du club depuis 1928, puis réitère la performance deux ans plus tard. Il se fait alors connaître pour ses aptitudes à soigner les joueurs, notamment par kinésithérapie. En 1939, il quitte le club, quelques mois avant l'invasion nazie. Il retrouve son poste à deux reprises, en 1951 et 1955, sans parvenir à retrouver le succès passé.

## Palmarès comme entraîneur
Bayern Munich
- Championnat d'Allemagne (1932)

Feyenoord Rotterdam
- Championnat des Pays-Bas (1936, 1938)